# Uggiate-Trevano
Uggiate-Trevano – miejscowość i gmina we Włoszech, w regionie Lombardia, w prowincji Como.
Według danych na rok 2004 gminę zamieszkiwały 3863 osoby, 772,6 os./km².